# Elek Jakab (pictor)
Elek Jakab (n. 1 ianuarie 1973, Oradea, România – d. 25 noiembrie 2005, Oradea), a fost un artist contemporan, pictor, grafician român, de etnie maghiară.

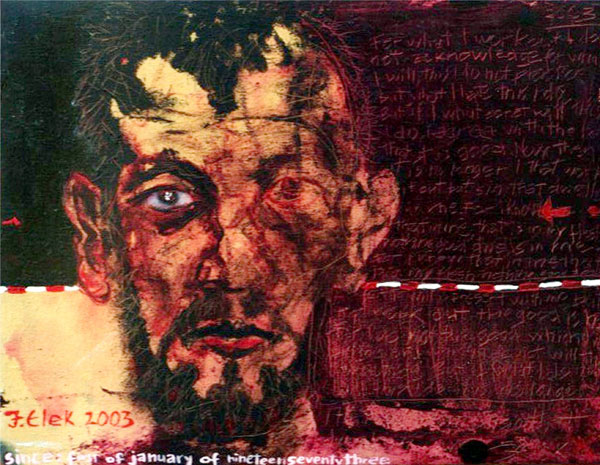
Elek Jakab autoportret ÎNREGISTRARE, 2003

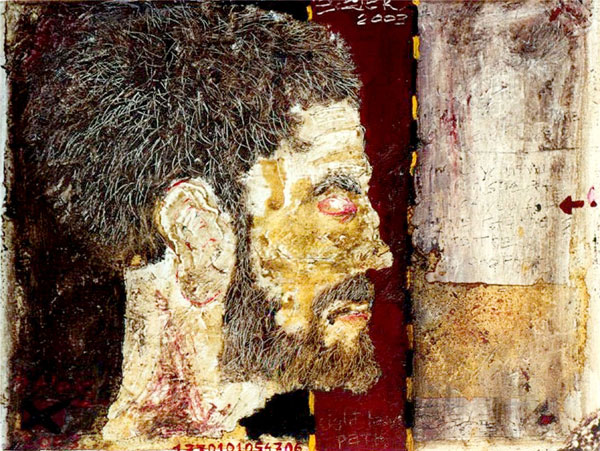
Elek Jakab autoportret ÎNREGISTRARE, 2003

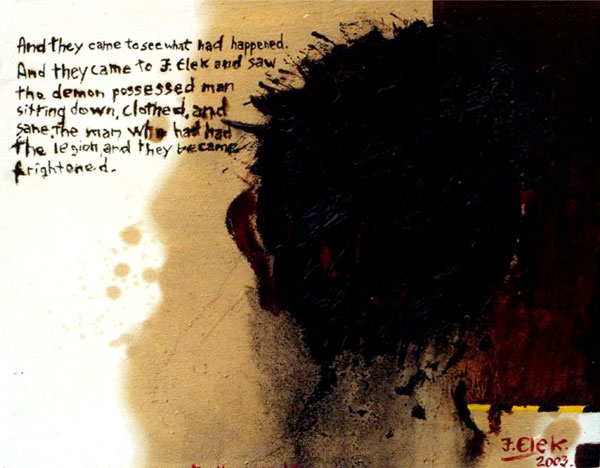
Elek Jakab autoportret ÎNREGISTRARE, 2003

## Biografie
- 1992-1995: Școala de Arte "Francisc Hubic", secția pictură, Oradea.
- 1995-2000: Academia de Arte Vizuale "Ioan Andreescu", secția pictură, specializarea pictură de șevalet, Cluj-Napoca.

Din 1994 este artist expozant.
Lucrările sale figurează în colecții publice în Ungaria și România, și în colecții particulare în Germania, Spania, Suedia, Belgia, România și Ungaria.

## Expoziții

### Expoziții personale
- 1996: "Stări", Reuniunea Reformaților Maghiari, Oradea.
- 1998: "Ego", Casa Matei Corvin, Cluj-Napoca.
- 2000: "Comedia Umană", Opera și Teatrul de Stat, Cluj-Napoca.
- 2001: "Recunoașterea", Fundația Culturală "Bernády György", Târgu-Mureș.
- 2001: "Inițio", Centrul Cultural al Republicii Ungare, București.
- 2004: "Atingeri", Galeria "Tibor Ernő", Oradea.

### Expoziții colective
- 1994: Galeria "Tibor Ernő", Oradea.
- 1995: Expoziția Națională de Arte Plastice, Piatra-Neamț.
- 1995: Galeria "U.A.P.", Oradea.
- 1996: "Varadinum", Universitatea Creștină Parțium, Oradea.
- 1997: "Studentfest", Festival Internațional de Artă, Muzeul de Artă, Timișoara.
- 1997: "Lucian Blaga", Biblioteca Centrală Universitară, Cluj-Napoca.
- 1997: "Student Art", Palatul Culturii, Târgu-Mureș.
- 1998: Casa Tranzit, Cluj-Napoca.
- 1998: In Memoriam "Wass Albert", Teatrul de Stat, Târgu-Mureș.
- 1999: Casa Studenților, Cluj-Napoca.
- 1999: "Faktor", Galeria "K.L.", Cluj-Napoca.
- 1999: Aniversarea Revoluției Române din 1989, Timișoara.
- 2000: Casa Studenților, Cluj-Napoca.
- 2000: Festival de Artă și Caricatură, Budapesta, Ungaria.
- 2000: "Dialog Interetnic", Galeria Alianța Artelor, Cluj-Napoca.
- 2001: "Varadinum", Posticum, Oradea.
- 2002: "Art-Flexum", Muzeul din Hanság, Mosonmagyaróvár, Ungaria.
- 2003: "Ziua Culturii Maghiare", Muzeul Țării Crișurilor, Oradea.
- 2003: "Ady Endre", Galeria "Tibor Ernő", Oradea.
- 2003: "Ady Endre", Muzeul Țării Crișurilor, Oradea.
- 2004: Expoziție de Iarnă, Galeria "Tibor Ernő", Oradea.
- 2005: Expoziție caritativă pentru victimele din tsunami,Galeria "Tibor Ernő", Oradea.
- 2005: Lucrările sale au participat la a V-a Ediție a Festivalului Internațional de Artă Contemporană de la Florența, unde Jakab Elek a câștigat premiul post mortem "Lorenzo il Magnifico" .

## Selecție de lucrări

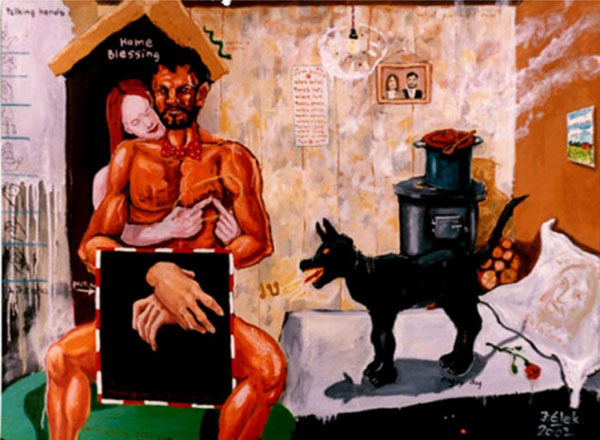
Măîni expresive NEPĂSARE, 2002

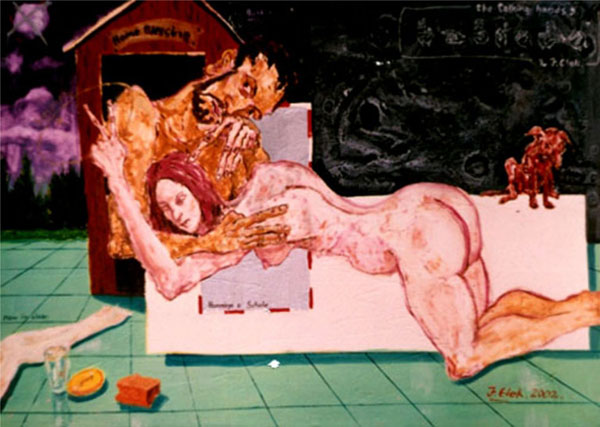
Măîni expresive ÎMBRĂȚIȘARE, 2002

### Picturi
- Evadări - ciclu Evadări
- Atingeri - ciclu Atingeri
- Comedia Umană - ciclu Comedia Umană
- Ornitologie - ciclu Ornitologie
- Iepuriadă - ciclu Iepuriadă
- Casă de vis - ciclu Casă de vis

### Collaje
- Aphrodite - Autoportret (ciclu) Aphrodite
- Felii - Autoportret (ciclu) Felii

### Grafică
- Argint Auriu Argint Auriu
- Alb Negru Alb Negru
- Reflexii Reflexii

## Crezul artistic
„Tematica artei mele sunt condițiile și stările existenței umane, conceperea întrebărilor esențiale, reprezentând printr-o sinteză a expresionismului figurativ, instinctual și ale unei abordări conceptuale, intelectuale.”